# Кушнір (срібна монета)
«Кушні́р» — пам'ятна срібна монета номіналом 10 гривень, випущена Національним банком України, присвячена одному з найдавніших занять — вичинці шкіри з хутра і пошиттю з неї різного одягу.
Монету виготовлено з використанням технології патинування.
Монету введено в обіг 16 серпня 2012 року. Вона належить до серії «Народні промисли та ремесла України».

## Опис монети та характеристики
| Номінал грн. | Метал            | Маса, г      | Діаметр, мм | Якість виготовлення       | Гурт                           | Тираж, штук |
| ------------ | ---------------- | ------------ | ----------- | ------------------------- | ------------------------------ | ----------- |
| 10           | срібло 925 проби | 31,1 / 33,62 | 38,61       | спеціальний анциркулейтед | гладкий із заглибленим написом | 5 000       |

### Аверс
На аверсі монети розміщено: угорі малий Державний Герб України, під яким стилізований напис — «НАЦІОНАЛЬНИЙ/БАНК/УКРАЇНИ», у центрі — стилізоване зображення двох пташок, ліворуч і праворуч від яких традиційний український одяг — кожухи, шапки, кептарі, унизу написи: «10/ГРИВЕНЬ/2012».

### Реверс
На реверсі монети на тлі натягнутої шкіри зображено кушніра за роботою. Угорі на стилізованому фоні розміщено напис «КУШНІР», з обох боків центральної композиції — стилізований орнамент.

## Автори

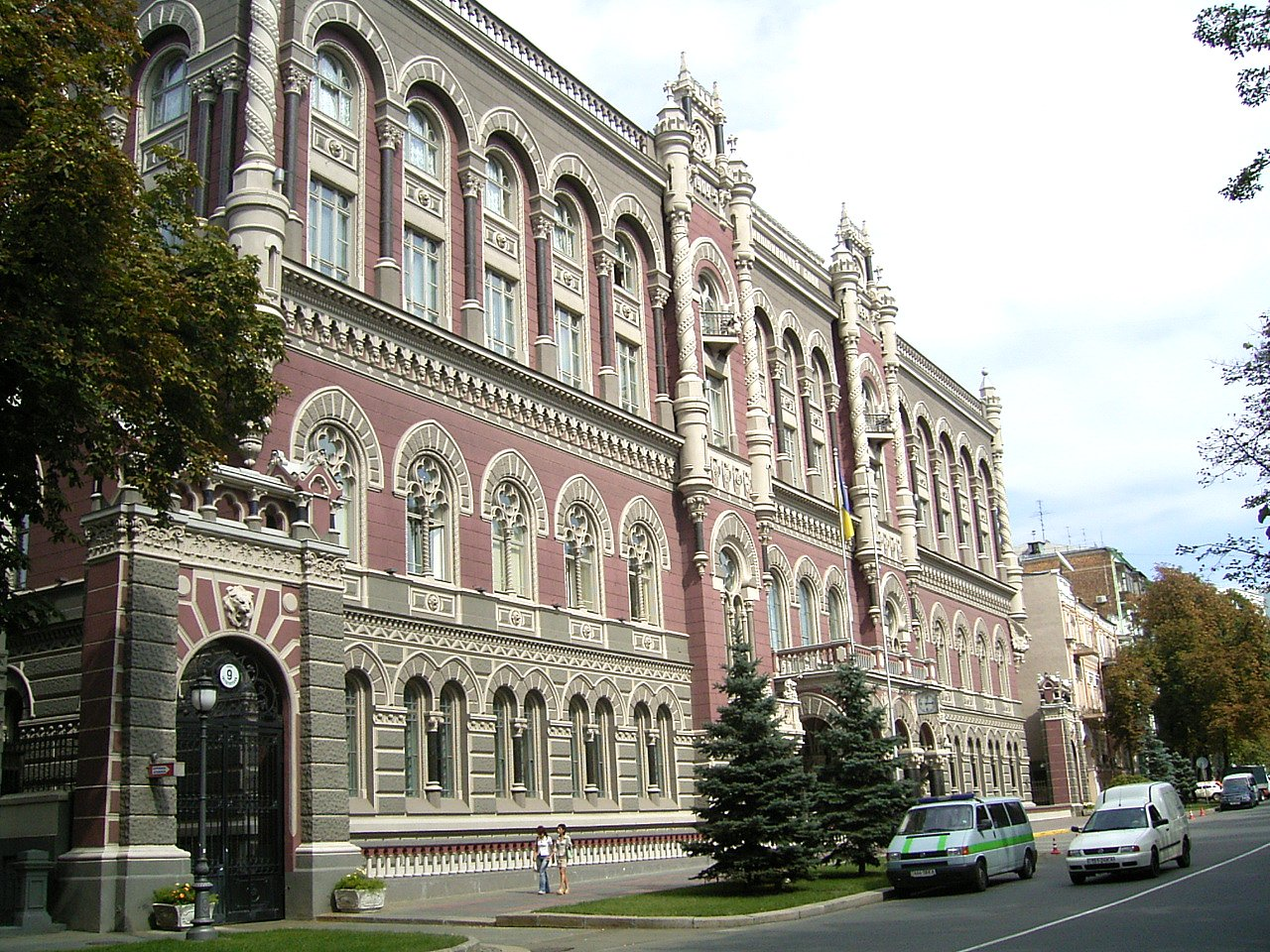
Будівля Національного банку України

- Художники: Таран Володимир, Харук Олександр, Харук Сергій.
- Скульптори: Дем'яненко Анатолій, Атаманчук Володимир.

## Вартість монети
Ціну монети — 575 гривень встановив Національний банк України у період реалізації монети через його філії у 2012 році.
Фактична приблизна вартість монети, з роками змінювалася так:
| Рік        | 2013 | 2014 | 2015 | 2016 | 2017 | 2018 | 2019 | 2020 | 2021  | 2022  | 2023  | 2024  | 2025  |
| ---------- | ---- | ---- | ---- | ---- | ---- | ---- | ---- | ---- | ----- | ----- | ----- | ----- | ----- |
| Ціна, грн. | 600  | 540  | 575  | 650  | 750  | 790  | 730  | 680  | 1 050 | 1 200 | 2 000 | 4 000 | 6 200 |